# イエバエ
イエバエ（家蠅、Musca domestica、英名：Housefly）は、イエバエ科に属すハエの一種。世界に広く分布し、名の通り人家に多く発生し、ヒトが暮らす多くの場所で最も目に付くハエの一つである。ヒトの排泄物や腐った食物などを好み、多くの感染症を媒介する。

## 形態
体長は4～9mm程度、開張は13～15mm程度。メスは特に大きさが多様であり、高緯度になるに従い大型化する傾向がみられる。
他のイエバエ類と同様、オスは頭部中央部で複眼が相接するが、メスでは明瞭に分離する。口器は液体をすするという採餌様式によく適応している。全体に灰色で、胸部背面に黒色帯を4条具える。腹部は基部両脇が淡褐色で、背面には1本の黒条が縦走する。

## 生活環
成虫の寿命は約1か月で、50～150個の卵塊を4～5回産む。卵期間は0.5～1日、幼虫（蛆）期間は約7日、蛹期間は約4日で、産卵から成虫が羽化するまでおよそ12日間を要する。成虫で越冬し、条件が揃えば年に何度も発生を繰り返す。なお、卵の表面にはグラム陰性桿菌のクレブシエラ・オキシトカKlebsiella oxytocaが共生しており、栄養塩競合によって真菌の増殖を抑制しているとの研究がある。

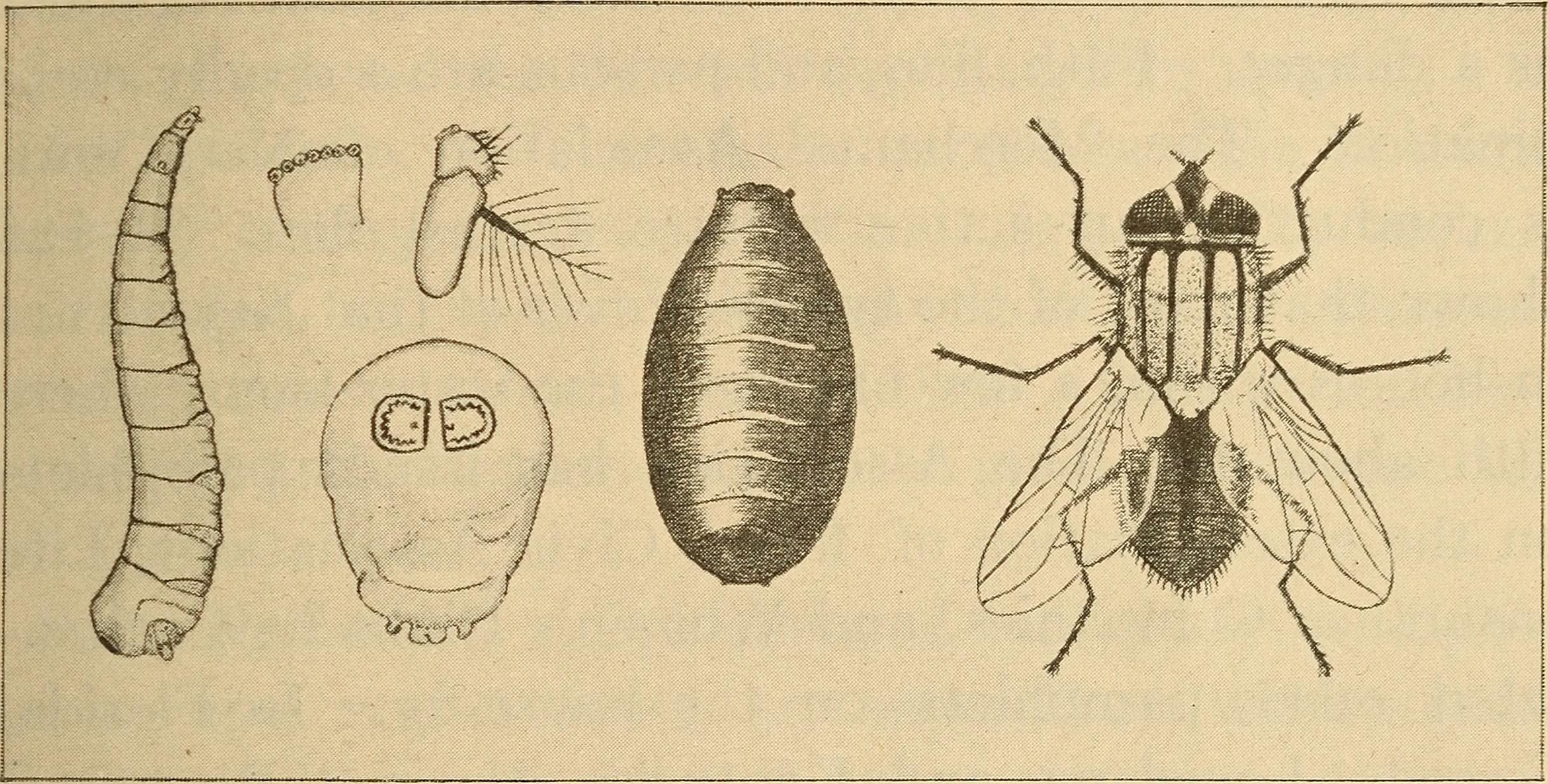
イエバエの成長過程

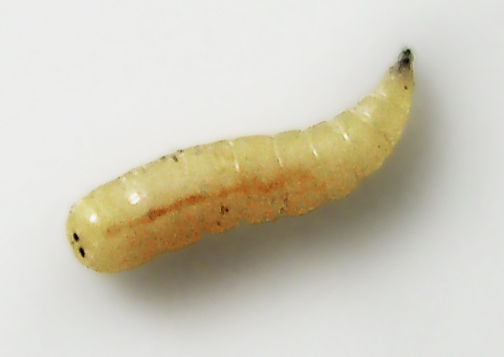
イエバエの幼虫。尖っている側に黒く見えるのが顎。幅広い側にある黒色の2点は気門。

## 生態
生ゴミや家畜の糞を好む。近年は畜産施設やゴミ処理場で発生することがある。

## 分布
おそらく世界で最も広範囲へ拡散した昆虫種の一つであり、人が生活している場所であれば、ほぼどの地域にもみられる。なお、原産地は中東と推定されている。

## 被害
病原性大腸菌O-157を媒介することが知られる。

## 利用
有機ゴミを分解して動物性タンパク質を生成する効率に優れていることから、旧ソ連では有人火星探査にあたって乗組員の糞便の処理と食糧確保のためにイエバエを用いる計画が存在していた。現在は、飼育に適応した系統を引き継ぎ、日本の企業「ムスカ」が養殖事業を手掛けている。旧ソ連時代からの選別交配は2020年時点で50年以上に及ぶ。